# Kardos Gábor (festő)
Kardos Gábor, 1905-ig Kohn (Bécs, 1881. október 4. – Budapest, 1942. január 3.) festőművész.

## Életútja
Kohn Móric kereskedő és Freud Betti (Borbála) fiaként született. 1899 és 1903 között díszletfestő volt Budapesten, azután Ferenczy Károlynál tanult. 1913-tól kiállítója volt a Nemzeti Szalonnak és a Műcsarnoknak. Főképp tájképeket festett. Az 1911. december 20-ai választmányi ülésen Kardos Gábor festőművész, Lendl Adolf ajánlásával a Királyi Magyar Természettudományi Társulat tagja lett. 1917. július 1-jén Budapesten, a Terézvárosban feleségül vette a nála 11 évvel fiatalabb Kohn Bertát (1892–1931). Elhunyt mint gyári képviselő, halálát vesezsugorodás, húgyvérűség, cukorbaj okozta.
Feleségével közös sírja a Kozma utcai izraelita temetőben található (23-8-14). Fia Kardos László.